# Sännsmeden
Olof Pålsson, född 3 oktober 1773 i Ytterhogdal, död 1853 i Sänna, även känd som Sännsmeden, var en svensk färjekarl och smed. Han var gift med Lisbeth Johansdotter Schröder. Det är under namnet Sännsmeden Olof blivit känd för att vara spåman och ha övernaturliga förmågor. Han tros ha varit skicklig inom flera områden, däribland både grovsmide och finsmide, snickeri och det sägs även att han var något av en naturläkare. Han var sannolikt den förste i trakten som kunde konsten att kila sten.
Berättelser om Sännsmeden har förekommit i Dalarna, Jämtland, Härjedalen, Hälsingland och Medelpad.